# Square Marie-Louise (Bruxelles)
Pour les articles homonymes, voir Marie-Louise.
Le square Marie-Louise (en néerlandais : Maria-Louizasquare) est situé à l'est de Bruxelles dans le quartier des Squares. Il représente une vaste place de 32 000 m2 comprenant un parc avec étang.

## Localisation
Ce square fait partie du quartier des Squares comprenant, entre autres, le square Ambiorix. Les voies adjacentes sont le square Gutenberg, la rue de Cardinal, l'avenue Palmerston, la rue du Taciturne, l'avenue Livingstone et la rue Ortélius.

## Description
Le square Marie-Louise possède un parc situé entre la voirie faisant le tour de la place et l'étang d'une superficie d'environ 1,5 hectare. Un jet d'eau sort d'une petite île au centre du plan d'eau. Deux statues en marbre nommées La Cigale (sculpteur : Émile Namur, 1906) et La Naissance d'une Nation (Marius Vos, années 1930) ainsi qu'une troisième en bronze représentant le lieutenant-général Louis Bernheim (réalisée par Edmond de Valériola) se dressent dans ce parc. Une grotte et une passerelle en rocailles ont été aménagées du côté est. Le square compte environ 80 immeubles avec vue sur l'étang.

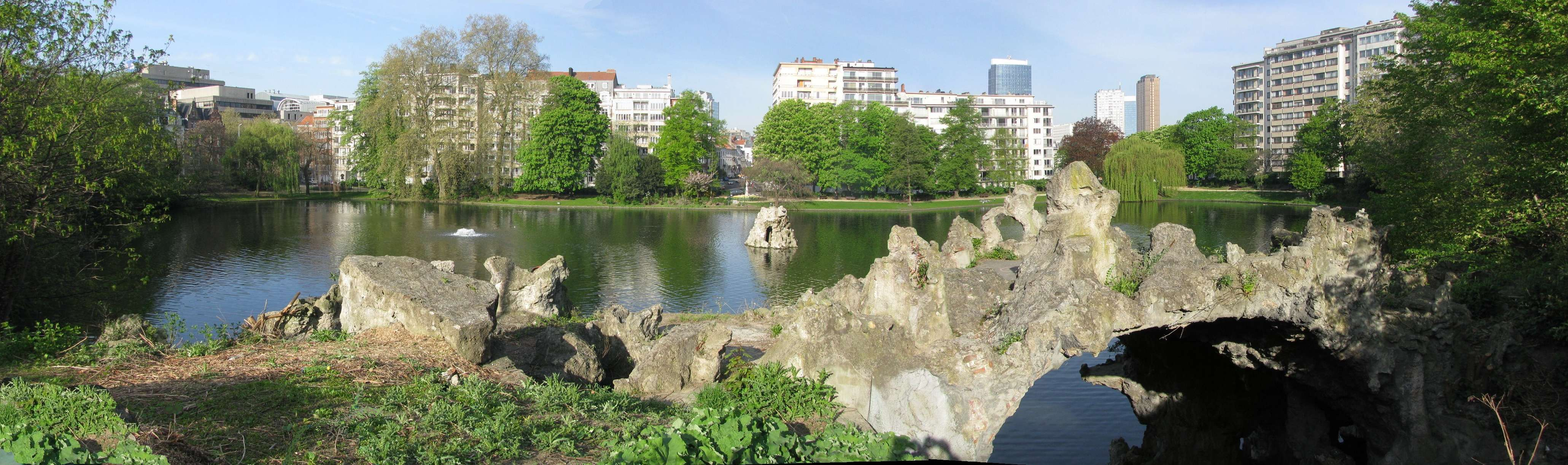
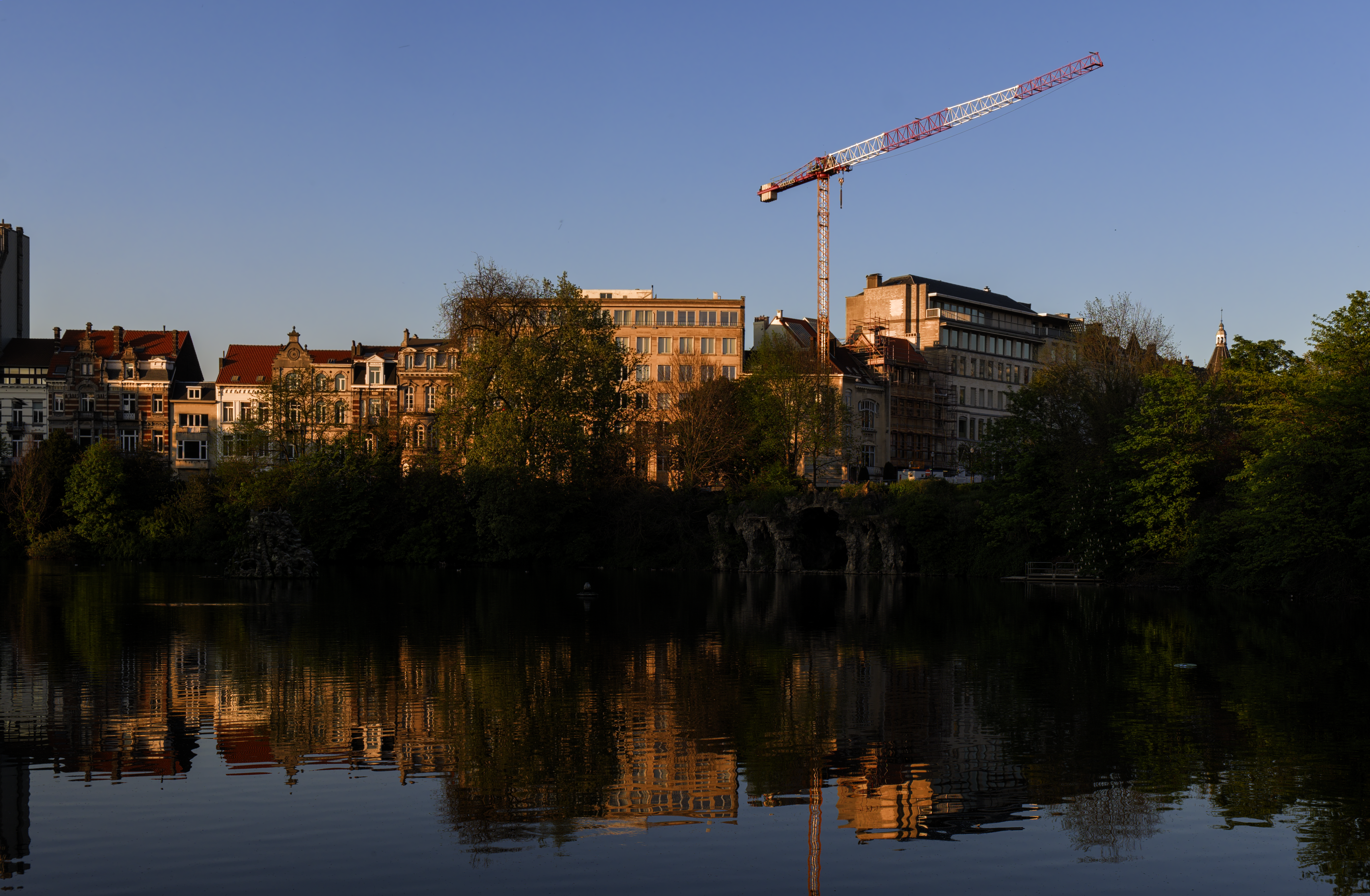

## Odonymie
Ce square rend hommage à Marie-Louise d'Autriche, née le 12 décembre 1791 à Vienne (Autriche) et morte le 17 décembre 1847 à Parme (Parme), impératrice des Français de 1810 à 1814.

## Architecture
Une suite de onze immeubles de style éclectique érigés en 1895 et 1896 occupe le côté sud du square (du no 69 au no 79). Ces immeubles font l'objet d'un classement.

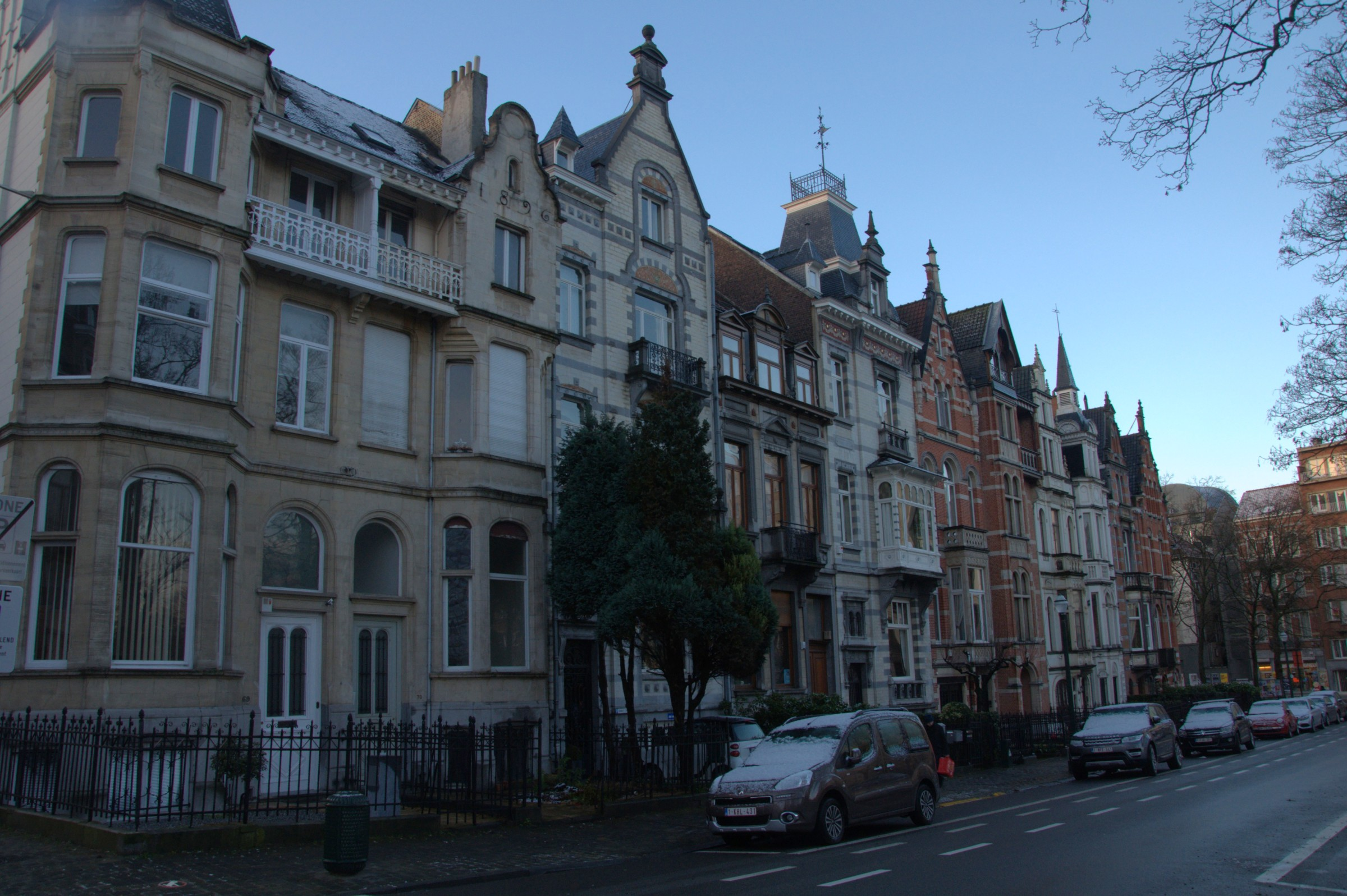
L'ensemble de maisons éclectiques du Square Marie-Louise, nos 69 à 79